# Edward J. Larson

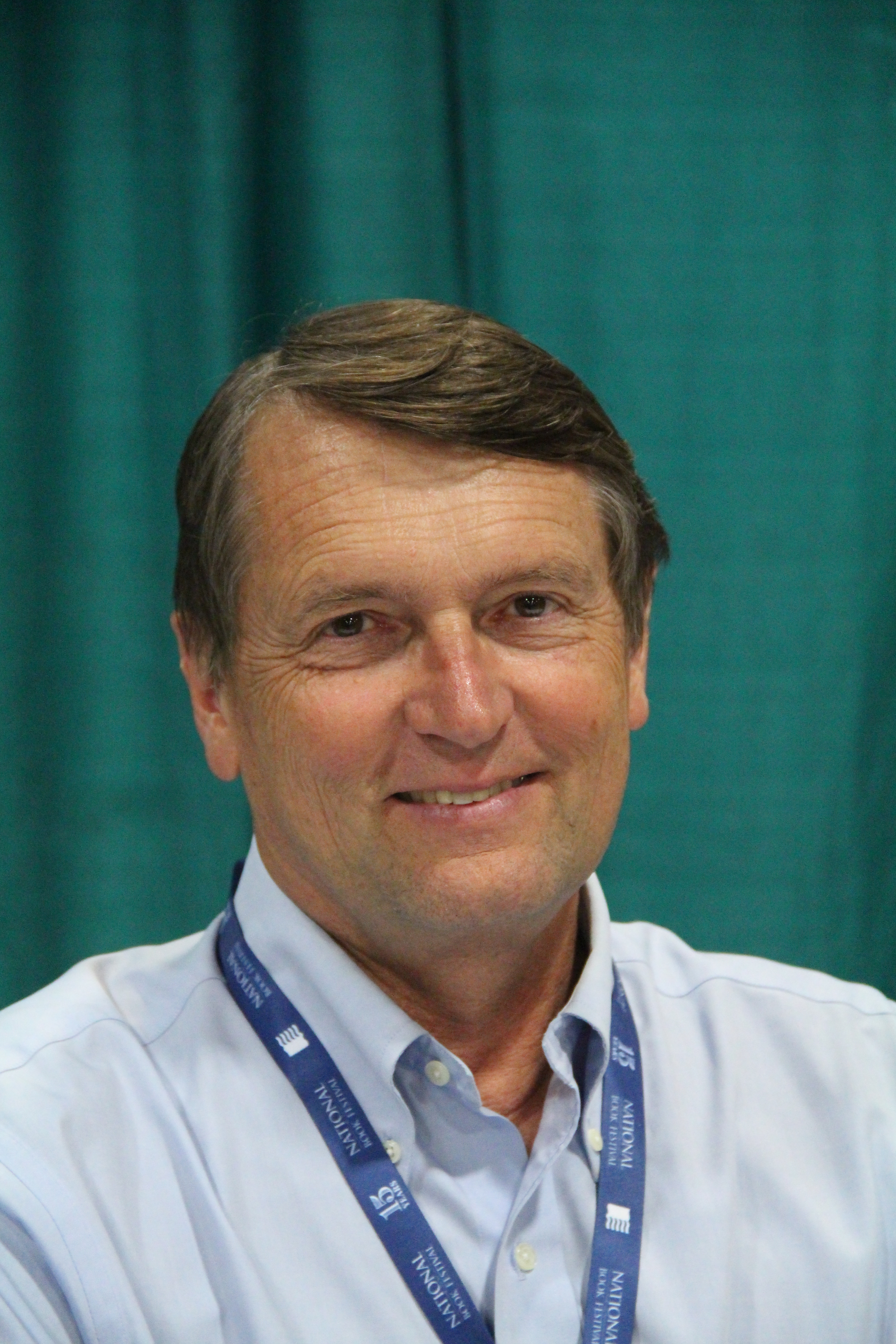
Edward J. Larson auf dem National Book Festival (2015)

Edward John Larson (* 21. September 1953 in Mansfield, Ohio) ist ein US-amerikanischer Jurist und Historiker.

## Leben
Larson studierte am Williams College und erhielt dort 1974 einen Bachelor of Arts. Von 1974 bis 1976 arbeitete er als Analyst im Senat von Wisconsin. Daneben setzte er sein Studium an der University of Wisconsin und erhielt dort 1976 einen Master of Arts. Er setzte sein Studium an der Harvard University fort und erhielt dort 1979 einen Juris Doctor an der Harvard Law School. Noch im selben Jahr wurde er in die Washington State Bar Association aufgenommen. Von 1979 bis 1982 war er Rechtsanwalt in der Anwaltskanzlei Davis, Wright & Tremaine in Seattle, Washington. Gleichzeitig arbeitete er von 1981 bis 1982 als juristischer Berater (Counsel) im Repräsentantenhaus von Washington. Danach war er von 1983 bis 1986 Associate Counsel für das Committee on Education and Labor des Kongress. 1984 erhielt er an der University of Wisconsin einen Ph.D. in Wissenschaftsgeschichte. Von 1986 bis 1987 war Larson juristischer Berater (Counsel) im Office of Educational Research and Improvement des Bildungsministeriums. 
1987 erfolgte seine Berufung zum Richard B. Russell Professor of History and Talmadge Chair in Law an der University of Georgia, welchen er bis 2008 innehatte. Larson lehrte an der University of Georgia unter anderem von 1987 bis 1991 als Assistant Professor und von 1991 bis 1996 als Associate Professor. Von 2000 bis 2004 war er Vorsitzender des History Department der Universität. Seit 2006 ist er Professor für Geschichte an der Pepperdine University und hat den Hugh & Hazel Darling Chair in Law inne. Des Weiteren ist er seit 2011 Direktor des Diane & Guilford Glazer Institute for Jewish Studies der Universität. Daneben ist er seit 2008 Adjunct Professor am Department of Genetics der University of Georgia.
Larson war 1996 Visiting Professor am Institut de Driot Comparé der Universität Jean Moulin in Lyon. In den Jahren 1999, 2001, 2002 und 2004 war er Visiting Professor an der School of Law der University of San Diego. 2005 war er Strauss Distinguished Visiting Professor an der School of Law der Pepperdine University. 2011 und erneut 2016 war er Visiting Professor an der University of Melbourne. 2012 war er Visiting Professor an der Stanford University.
Er gehörte von 1998 bis 2006 dem Editorial Board des Georgia Review sowie von 2000 bis 2003 dem Editorial Board der University of Georgia Press an.
Sein Buch Summer for the Gods: The Scopes Trial and America’s Continuing Debate Over Science and Religion erhielt 1998 den Pulitzer-Preis für Geschichte. 2004 verlieh ihm die Ohio State University die Ehrendoktorwürde (Doctor of Humane Letters).
Seit 1984 ist er Mitglieder der History of Science Society. 2002 war er eines der Gründungsmitglieder der International Society for Science and Religion und gehört dieser seither an. Seit 2011 ist er korrespondierendes Mitglied der International Academy of the History of Science.

## Veröffentlichungen (Auswahl)
- Trial and Error: The American Controversy Over Creation and Evolution. (1985, New York: Oxford University Press)
- Sex, Race, and Science: Eugenics in the Deep South. (1995, Baltimore: Johns Hopkins University Press)
- Summer for the Gods: The Scopes Trial and America’s Continuing Debate Over Science and Religion. (1997, New York: Basic Book)
- mit Edward Caudill: The Scopes Trial: A Photographic History (2000, Knoxville: University of Tennessee Press)
- mit Gary Ferngren, Darril Amundsen (Hrsg.) The History of Science and Religion in the Western Tradition: An Encyclopedia(2000, New York: Garland Publishing)
- Evolution’s Workshop: God and Science on the Galapagos Islands. (2001, New York: Basic Books; London: Penguin)
- Evolution: The Remarkable History of a Scientific Theory. (2004, New York: Random House)
- mit James Charles Smith, John Copeland Nagle, John A. Kidwell: Property Law: Cases and Materials (2004, New York: Aspen)
- mit Michael Winship: The Constitutional Convention: A Narrative History from the Notes of James Madison (2005, New York: Random House)
- The Creation-Evolution Debate: Historical Perspectives. (2007, Athens: University of Georgia Press)
- A Magnificent Catastrophe: The Tumultuous Election of 1800, America’s First Presidential Campaign. (2007, New York: Free Press)
- mit Jack Marshall: The Essential Words and Writings of Clarence Darrow (2007, New York: Random House)
- An Empire of Ice: Scott, Shackleton and the Heroic Age of Antarctic Science. (2011, New Haven: Yale University Press)
- Creationism in the Classroom: Cases, Statutes, and Commentary. (2012, St. Paul: West)
- The Return of George Washington, 1783-1789. (2014, New York: Harper Collins)
- George Washington, Nationalist. (2016, Charlottesville: University of Virginia Press)
- mit Michael Ruse: Science, Religion and the Human Spirit (2017, New Haven: Yale University Press)